# Ліга Приятелів Солдата
Ліга Приятелів Солдата — асоціація, заснована в 1950 році, за часів Польської Республіки як напіввійськова організація. Громадська організація, що діє в системі цивільної оборони держави з метою поширення ідеї національної оборони шляхом навчальних та освітніх акцій. У 1962 році була перетворена на Лігу Оборони Країни.
Згідно з «Універсальним інформатором Лодзь від А до Я» від 1958 року, ЛПС — це патріотична, масова громадська організація, що має на меті зміцнити зв'язки нації з польською армією та підготовку людей, особливо молоді, до захисту країни.
У той час ЛПС Лодзі працювала у таких формах:
- Лодзький Мотор Центр (уроки водіння та дрібний ремонт автомобілів та мотоциклів),
- Радіоклуб Лодзь (група радіоаматорів-любителів у секціях короткохвильової та ультракороткої хвиль, технічної та радіотелеграфічної; проведення тренінгів; надання радіотехнічного обладнання, майстерні, вимірювальних приладів, технічної бібліотеки та можливості перегляду телебачення),
- Водний клуб (5 секцій: вітрильного спорту, каное, плавання, моделювання та військово-морська; оренда і зберігання каяків)
- Загальновійськові клуби (секції: стрільби, фехтування, катання на лижах та сучасного п'ятиборства — фехтування, плавання, верхова їзда, бігові змагання у поєднанні зі стрільбою з пістолета).